# Helen Mack Chang

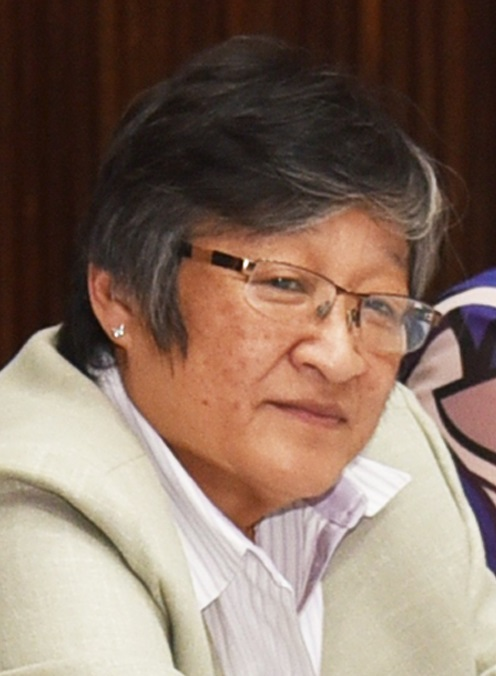
Helen Mack Chang

Helen Mack Chang (sinh ngày 19 tháng 1 năm 1952) là một nữ doanh nhân và nhà hoạt động vì nhân quyền người Guatemala. Bà là người thẳng thắn bênh vực nhân quyền, sau khi người chị của bà - nhà nhân loại học Myrna Mack Chang - bị lực lượng quân sự ở Guatemala ám sát ngày 11.9.1990.
Năm 1993 Helen Mack Chang sáng lập và làm giám đốc điều hành của Myrna Mack Foundation Lưu trữ ngày 16 tháng 7 năm 2011 tại Wayback Machine (Quỹ Myrna Mack) ở thành phố Guatemala. Ngoài việc tiếp tục theo đuổi vụ kiện đòi công lý cho Myrna Mack Chang thông qua các tòa án quốc gia và quốc tế, Quỹ này cũng tham gia vào một loạt chương trình hoạt động rộng rãi khác để thúc đẩy nhân quyền ở Guatemala.

## Giải thưởng
- Giải của Đại học Notre Dame cho việc phục vụ công ích xuất sắc ở Mỹ Latinh năm 2005.[2]
- Giải thưởng Right Livelihood năm 1992.[1]